# Allium prattii
Allium prattii — вид рослин з родини амарилісових (Amaryllidaceae); поширений у південно-східній Азії.

## Опис
Цибулина одиночна або скупчена, субциліндрична; зовнішня оболонка від сірувато-коричневої до чорнувато-коричневої. Листків 2, рідко 3, лінійні, лінійно-ланцетні, еліптично-ланцетні, еліптично-оберненоланцетні або рідко вузько-еліптичні, коротші від стеблини, 0.5–4(7) мм завширшки, основа поступово звужується в неясний черешок, верхівка загострена. Стеблина 10–60 см, кругла в перерізі, вкрита листовими піхвами лише в основі. Зонтик півсферичний. Оцвітина від пурпурно-червоної до блідо-червоної, рідко наближається до білого; зовнішні сегменти вузько-яйцюваті, від довгасто-яйцюватих до довгастих, 3.2–5.5 × 1.4–2(2.9) мм; внутрішні від ланцетно-довгастих до вузько довгастих, 4–7 × 1–1.5(2.5) мм. Період цвітіння й плодоношення: кінець червня — вересень.

## Поширення
Поширення: Бутан, Непал, Індія — східні Гімалаї, Китай — Аньхой, Ганьсу, Хенань, Цінхай, Шаньсі, Сичуань, Тибет, Юньнань.
Населяє тінисті та вологі ліси, зарості, чагарники, береги річок, схили, луки.